# Arslan Seyhanlı
Arslan Seyhanlı (ur. 1 stycznia 1960) – turecki zapaśnik w stylu wolnym. Dwukrotny olimpijczyk. Piąty w Los Angeles 1984 i Seulu 1988. Startował w kategorii 52 kg.
Czwarty w mistrzostwach świata w 1981; piąty w 1982 i 1983. Brązowy medal w mistrzostwach Europy w 1987 i 1989. Złoty medal na igrzyskach śródziemnomorskich w 1983 i 1987. Mistrz Igrzysk Bałkańskich w 1979, drugi w mistrzostwach Bałkańskich w 1980 roku.